# Вила Сан Себастијано (Л'Аквила)
Вила Сан Себастијано (итал. Villa San Sebastiano) је насеље у Италији у округу Л'Аквила, региону Абруцо.
Према процени из 2011. у насељу је живело 383 становника. Насеље се налази на надморској висини од 719 м.